# Günther Nickel

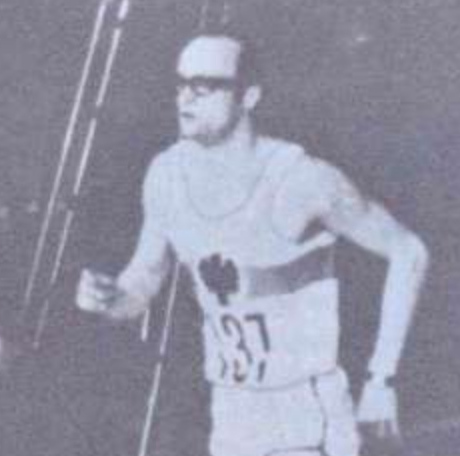
Günther Nickel bei den Europäischen Hallenspielen 1969

Günther Nickel (* 24. März 1946 in München) ist ein ehemaliger deutscher Leichtathlet.

## Leben
Nickel war Sprinter und Hürdenläufer. Seine Bestleistung über 100 Meter betrug 10,2 s, über 110 Meter Hürden 13,5 s. Heinz Schlundt hatte ihn entdeckt und trainiert. Größte internationale Erfolge waren der Gewinn der Goldmedaille bei den Halleneuropameisterschaften 1970 in Wien über 60 Meter Hürden sowie Hallenweltbestleistungen über 50 Meter Hürden mit 6,2 s (26. Februar 1970 in Leverkusen) und über 60 Meter Hürden mit 7,5 s (31. Januar 1970 in Mainz). In den Jahren 1968 bis 1975 wurde Nickel mehrfach Deutscher Meister im Hürdenlauf sowie einmal im 100-Meter-Sprint (8. August 1970 in Berlin). Trainiert wurde er von Zehnkampfolympiasieger Willi Holdorf.
Auch im Bobsport nahm Nickel an internationalen Wettkämpfen teil. Bei der Bob-Weltmeisterschaft 1974 in St. Moritz belegte er als Bremser von Horst Floth im Viererbob den fünften Rang.
Der Jurist ist als Unternehmer in der Immobilienbranche tätig. Er ist verheiratet mit der ehemaligen Hürdenläuferin Ursula Schalück und hat zwei Söhne.

## Vereine
- ASV Köln
- SV Bayer 04 Leverkusen